# Coeleumenes impavidus
Coeleumenes impavidus är en stekelart som först beskrevs av Charles Thomas Bingham 1897.  Coeleumenes impavidus ingår i släktet Coeleumenes och familjen Eumenidae. Utöver nominatformen finns också underarten C. i. conformis.